# Sanchin
Sanchin (em japonês:  三戦) é um kata tradicional do karatê, bastante vetusto na ilha de Okinawa e comum a vários estilos de karatê oriundos daquela região. Sua origem, contudo, pode ser buscada nas artes marciais do Sul da China, nomeadamente da região de Fukien. Trata-se de um Kata poderoso, que trabalha toda a musculatura corporal, devido à base homônima, sanchin dachi.
A principal diferença entre a forma moderna e as chinesas é que é executado com respiração sonora (ibuki). Propicia-se à execução de testes de quebramento ao invés, em que é o corpo o receptor da pancada, normalmente com ripas de madeira de pinho quadradas ou redondas de várias espessuras, provocando a ruptura destas. É um Kata típico do estilo goju-ryu, mas comum a todos os estilos do naha-te da ilha de Okinawa, como o uechi-ryu.

## História
O kata, segundo maioria de opiniões, teve sua gênese ao sul da China, o que eventualmente se atesta por que algumas versões de kata ainda são encontradas lá e, bem assim, em Formosa. Ademais, como sucede com a maioria das histórias relacionadas às artes marciais tradicionais «koryu», entre elas o karatê, há parcos registros escritos, no entanto, o kata Sanchin é mencionado no Bubishi, indicando que existe há pelo menos 150 ou duzentos anos.
Ainda em China, muitos estilos sulistas adotaram variantes do kata como sua base, pero é com o estilo da Garça Branca, ou Hakutsuru (em japonês:  白鶴), que ocorre a maior associação. Sua finalidade dentro dos referidos estilos era conformar no lutador um princípio harmônico de energia de base, velocidade, força, o qual serviria de espeque a todo o desenvolvimento da arte marcial. Ao contrário das versões hodiernas das escolas karatê, o Sanchin era executado velozmente, com alto graus de penetração e num ritmo único e célere de respiração.
Em verdade, não se sabe precisamente quem foi o primeiro a treinar e/ou ensinar o kata em Okinawa. Sabe-se, contudo, que o mestre Higaonna já praticava uma variante, antes de empreender viagem até a China. A forma era entonces executada com as mãos abertas e a respiração era natural e fluída. Por fim, o mestre aplicou a mudança de punhos abertos para cerrados. E o mestre Miyagi inclui na execução do kata a respiração sonora.

## Variantes
O kata desde sua importação sofreu muitas mudanças, tudo variando conforme a filosofia e entendimento de uma escola ou de um mestre. Nesta cércea foi que o kata que o mestre Kanryo Higaonna levou até Okinawa após a sua estadia em Fuchou.

### Goju-ryu
Algum tempo depois da morte de Sensei Higaonna, um de seus mais proficientes alunos, Chojun Miyagi procedeu a revisão e reforma de modo bastante significativo, no firo de adaptar ao intento de seu estilo em que se faz um balanço entre os aspectos rijo e suave da arte. Foi assim que a forma ensina pelo velho mestre, que era rápido e explosivo e tinha giros de 180°, passou para uma versão mais lenta, com a tensão total do corpo e respiração profunda abdominal forte. O embusen também foi simplificado.
Sendo praticado de forma muito lenta (ainda mais se comparada às aplicações), surgiram dúvidas se o mestre Miyagi tinha a intenção de construir o kata como forma de criar tão-somente um exercício físico, uma forma de condicionamento. Assim o sensei retrucava, dizendo ser um sistema de combate poderoso e fonte de grande miríade de aplicações em kumite. Tanto é que, por exemplo, a introdução de sua base típica (e homônima) com posicionamento das pernas com as coxas rentes e fechamento da pélvis para cima, proporciona proteção para muitos dos órgãos mais vulneráveis áreas vitais.

### Uechi-ryu
A variante do estilo uechi-ryu é ligeiramente mais fluída e mais próxima da forma original de Okinawa, e representa um dos pilares da linhagem.

## Sanchin shime
Sanchin shime (三戦 締め) é a prática de se testar postura, resistência e também a concentração dum karateca. Enquanto se executa o kata, são desferidos golpes contra certas partes do corpo do praticante ao fim de cada kyodo, ou seja, na base o lutador desfere um soco e exatamente no fim desse movimento é feita a verificação, quando o praticante estará em sua maior tensão. Todavia, o grau de tensão aplicada nos golpes contra o karateca vai-se modificando conforme as habilidades dele, sob pena de se tornar ineficaz ou até prejudicar o aperfeiçoamento.
No estilo goju-ryu usam-se os seguintes testes:
- Palmadas de fracas a fortes sobre os ombros. Isto verifica se os ombros estão naturais ou ainda tensos.
- Pancadas de fracas a fortes contra as costas. Isto verifica se tal musculatura está firme. A leve retenção dos cotovelos também checam se o lutador permanece na postura correta e empregando toda a energia nos socos e pancadas desferidas.
- Verificação das pernas. De trás, dando palmadas nas laterais dos joelhos, para assegurar se a base está solida.
- Pressão dos dedos atrás da nuca. Tem o escopo de promover o acerto da postura.
- Verificação da tensão de pélvis e virilha. Por trás ou pela frente, com uma pancada ascendente. Se o karateca estiver na base correta, conseguirá bloquear o golpe entre as pernas.
- Verificação da respiração. Com golpes de fracos a fortes no estômago, isto checa se o ibuki está correto.
- Verificação da concentração do lutador. Com o examinador (isto é, quem executa o shime) desferindo ataques sem uma padrão definido, totalmente aleatório, consegue-se testar se o karateca consegue antecipar os golpes contra si, se ele está focado na forma de per se e não nos ataques.
- Verificação de postura. Isto é feito segurando-se os pulsos do lutador, que deverá estar com as mãos abertas, e guiando os golpes enquanto se opõe resistência.

No estilo Uechi-ryu, o karateca para um movimento numa sequência de testes efetuados logo após. Também se faz o teste por meio de golpes circulares diretamente nos membros superiores e inferiores. Nas outras escolas tradicionais, a aplicação de sanchin shime varia bastante, todavia não se submetem as mulheres ao shime com golpes diretos, principalmente por motivos de a anatomia pélvica não favorecer.